# Puig del Pla de Tarters
El Puig del Pla de Tarters és una muntanya de 804 metres d'altitud del límit entre les comunes d'Escaró i de Serdinyà, totes dues de la comarca del Conflent, a la Catalunya del Nord.
És a l'extrem sud-est del terme de Serdinyà i al nord-est del d'Escaró. És una zona on s'han trobat els monuments megalítics dels Dòlmens del Pla de Tarters.